# إيمانويل أندريو
إيمانويل أندريو هو مبارز بالسيف فرنسي، مثّل بلاده في الألعاب الأولمبية الصيفية 1900.

## روابط خارجية
إيمانويل أندريو على موقع أوليمبيديا (الإنجليزية)